# Émile Kraeutler

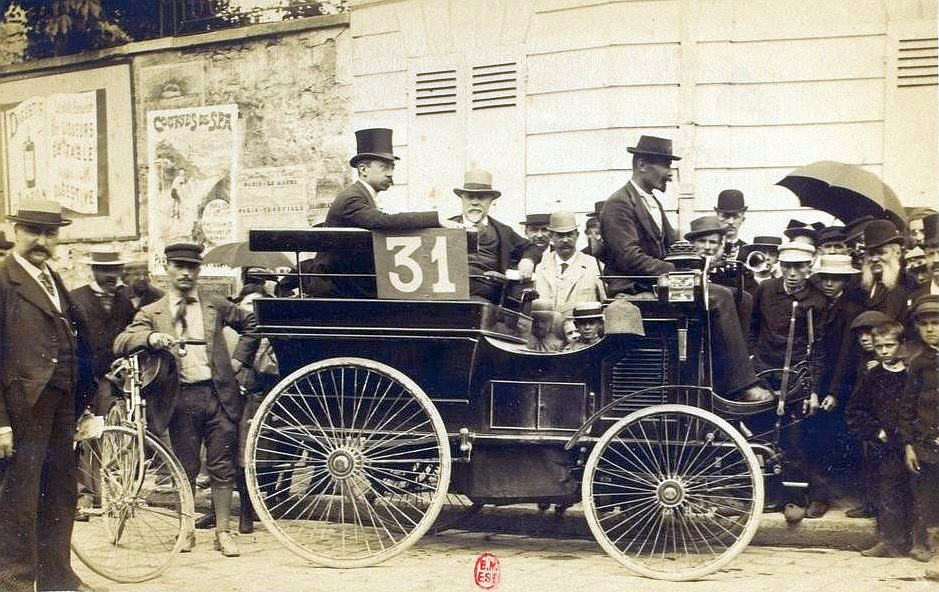
Émile Kraeutler beim Rennen Paris–Rouen 1894

Émile Kraeutler (* 3. Juni 1866 in Metz; † unbekannt) war ein deutsch-französischer Automobilrennfahrer.

## Leben
Kraeutler lebte in Mülhausen, das zur Zeit seiner Rennkarriere zum Deutschen Reich gehörte.

## Karriere
Am 22. Juli 1894 nahm Kraeutler am ersten Rennen für Pferdelose von Paris nach Rouen teil. Er fuhr einen Peugeot Typ 5 mit Daimlermotor (Les fils de Peugeot Frères Valentigney) und hatte Startnummer 31. Nach 7 Stunden 46 Minuten und 30 Sekunden erreichte er als Sechstplatzierter das Ziel. Von 7. bis 13. Juli 1898 nahm er am Rennen Paris–Amsterdam–Paris teil. Das Rennen war als Geschwindigkeitsrennen ausgelegt und Kraeutler startete in der Klasse A, Automobile mit zwei bis drei Sitzplätzen. In der Finalwertung erreichte er mit einer Zeit von 38 Stunden 26 Minuten 55 Sekunden den achten Platz. Es war das erste Rennen, das über eine Landesgrenze hinaus ging. Am 20. Mai 1900 gewann Kraeutler das Bergrennen von Vif nach Monestier-de-Clermont. Beim ersten Rennen von Paris nach Berlin vom 27. bis 29. Juni 1901 erreichte Kraeutler mit einer Fahrzeit von über 24 Stunden als 30. das Ziel. Am 20. Juli 1902 fuhr er sein letztes bekanntes Rennen. Das Bergrennen von Laffrey beendete er auf dem sechsten Platz.

## Rennübersicht
| Datum               | Rennen                               | Marke   | Fahrzeug | Position |
| ------------------- | ------------------------------------ | ------- | -------- | -------- |
| 22. Juli 1894       | Paris–Rouen                          | Peugeot | Typ 5    | 6.       |
| 7. – 13. Juli 1898  | Paris–Amsterdam–Paris                | Peugeot |          | 8.       |
| 20. Mai 1900        | Bergrennen Vif–Monestier-de-Clermont |         |          | 1.       |
| 27. – 29. Juni 1901 | Paris–Berlin                         | Peugeot |          | 30.      |
| 20. Juli 1902       | Bergrennen von Laffrey               | Peugeot | 16 HP    | 6. (9.)  |